# نیتروکربورایز آهنی
نیتروکربورایز آهنی یا FNC ، که با نام‌های اختصاصی Tenifer ، Tufftride و Melonite و همچنین ARCOR  نیز شناخته می‌شود، مجموعه‌ای از روش های سخت‌کاری ویژه است که عناصر نیتروژن و کربن را به فلزات آهنی در دماهای کمتر از نقطه بحرانی نفوذ می دهد و این فرآیند معمولا در یک حمام نمک اتفاق می افتد. روش‌های دیگر نیتروکربورایز آهن نیز وجود دارند. که شامل فرآیندهای گازی مانند Nitrotec و یونی (پلاسما) است. دمای عملیات نفوذ از ۵۲۵ درجه سلسیوس (۹۷۷ درجه فارنهایت) تا ۶۲۵ درجه سلسیوس (۱٬۱۵۷ درجه فارنهایت) تغییر می کند، اما معمولاً در ۵۶۵ درجه سلسیوس (۱٬۰۴۹ درجه فارنهایت) رخ می دهد . در این دما، فولادها و سایر آلیاژهای آهنی در ناحیه فاز فریتی باقی می مانند. به این دلیل که فاز فریت امکان کنترل بهتر پایداری ابعادی را فراهم می کند که این کنترل پذیری در سختکاری قطعه هنگام انتقال آلیاژ به فاز آستنیتی وجود نخواهد داشت.  چهار دسته اصلی نیتروکربورایز آهنی وجود دارد: گازی ، حمام نمکی ، یونی یا پلاسما ، و بستر سیال  .

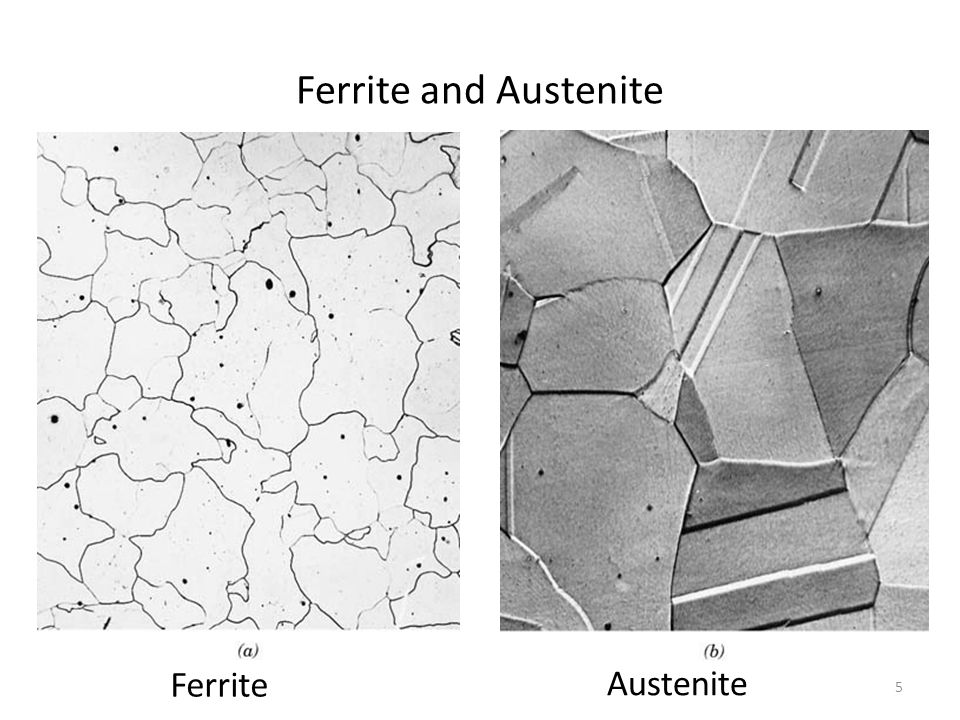
ریزساختار فریت و آستنیت

این روش ها برای بهبود سه ویژگی اصلی کیفیت سطحی از جمله مقاومت در برابر خراشیده شدن، خواص خستگی و مقاومت در برابر خوردگی استفاده می شود. این فرآیند مزیت ایجاد مقدار کمی اعوجاج را در طول فرآیند سختکاری دارد، که دلیل آن دمای پایین فرآیند است که شوک های حرارتی را کاهش می دهد و از انتقال فاز در فولاد جلوگیری می کند.

## تاریخچه
اولین روش‌های نیتروکربورایز کردن فریتی در دماهای پایین حدود ۵۵۰ درجه سلسیوس (۱٬۰۲۲ درجه فارنهایت) در حمام نمک مایع انجام شد. اولین شرکتی که این فرآیند را با موفقیت تجاری کرد، صنایع شیمیایی امپراتوری(ICI) در بریتانیای کبیر بود . ICI ، فرآیند شرکت خود را به دلیل کارخانه ای که در آن توسعه یافت، کاسل(cassel)یا به دلیل وجود گوگرد در حمام نمک، روش «Sulfinuz» نامید. در حالی که این فرآیند با دوک های پرسرعت و ابزارهای برش بسیار موفق بود، مشکلاتی در مورد تمیز کردن محلول وجود داشت زیرا به مقدار کافی قابل حل در آب نبود.
به دلیل مسائل مربوط به تمیز کاری محلول، شرکت جوزف لوکاس(Joseph Lucas) در اواخر دهه 1950 شروع به آزمایش بر اساس روش گازی نیتروکربورایز فریتی کرد. این شرکت در سال 1961 برای ثبت اختراع اقدام کرد. به استثنای تشکیل سولفیدها، سطحی مشابه فرآیند سولفینوز در محصول به وجود آورد. اتمسفر این فرآیند گازی از آمونیاک ، گازهای هیدروکربنی و مقدار کمی از گازهای حاوی کربن دیگر تشکیل شده است.
این امر باعث توسعه بهتر فرآیند حمام نمک از نظر سازگاری با محیط زیست توسط شرکت آلمانی Degussa پس از کسب اجازه ثبت اختراع از ICI شد.   فرآیند آنها عموما به عنوان فرآیند تافتراید(Tufftride) یا تنیفر(Tenifer) شناخته می شود. پس از این ابداع در شرکت آلمانی، روش نیترایدینگ یونی در اوایل دهه 1980 اختراع شد. این فرآیند در زمان کمتر و سریعتر انجام می شد، نیاز به تمیزکاری و آماده‌سازی اولیه کمتری داشت، پوسته های سختکاری شده ضخیم تری را تشکیل می‌داد و امکان کنترل بهتر فرآیند را فراهم می‌کرد.

## فرآیند ها

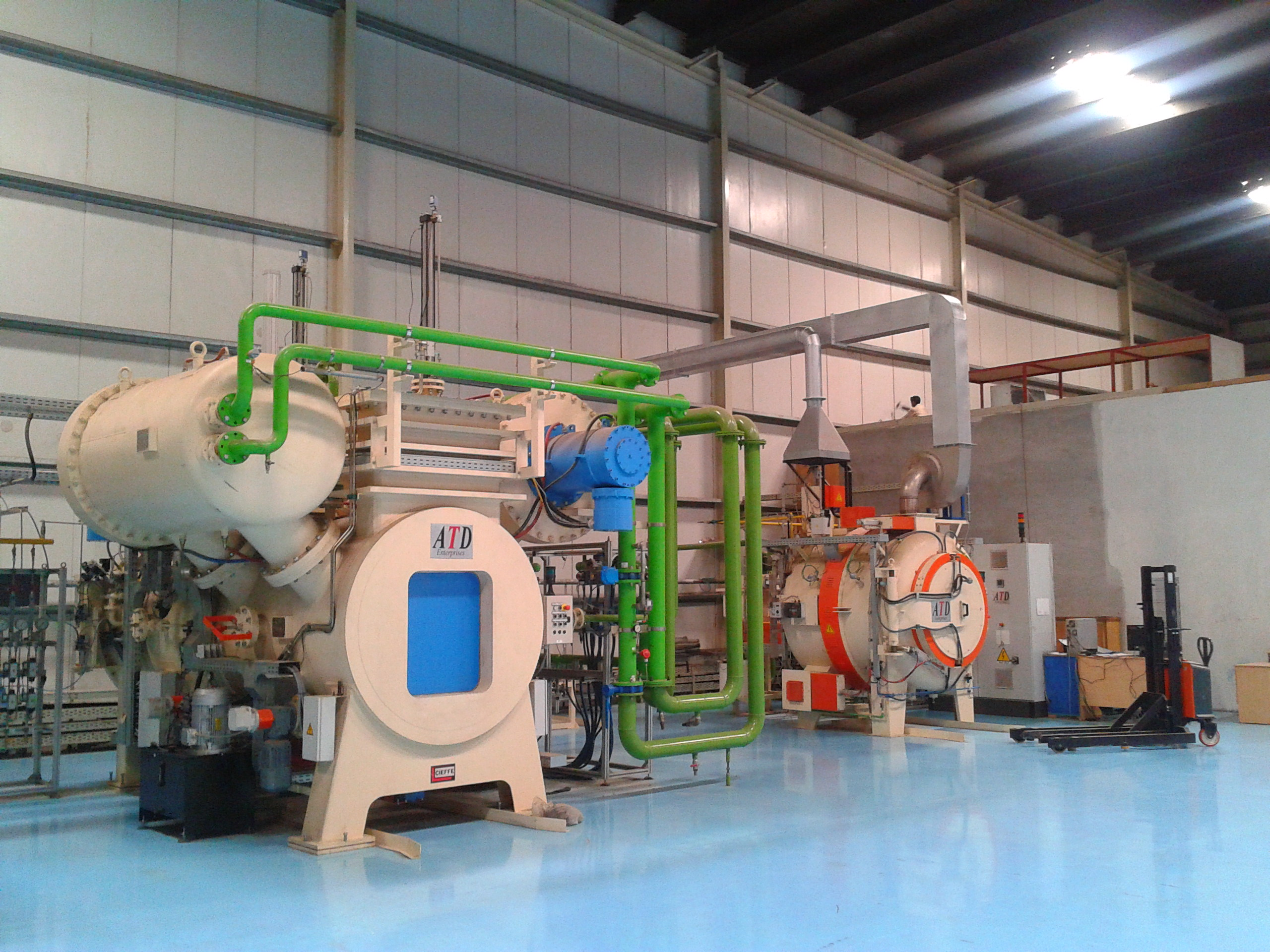
یک کوره کربنی گاز کامپیوتری مدرن

علیرغم نامگذاری به عنوان نیتروکربورایز کردن، این فرآیند در واقع یک حالت اصلاح شده از نیتریده کردن است و نه کربوریزه کردن . ویژگی های مشترک این دسته از روش ها، نفوذ دادن نیتروژن و کربن در حالت فریتی آهن است. فرآیندها به چهار دسته اصلی تقسیم می شوند: گازی ، حمام نمک ، یونی یا پلاسما ، یا بستر سیال . نام تجاری و فرآیندهای ثبت شده ممکن است کمی با توضیحات کلی متفاوت باشد، اما همه آنها نوعی نیتروکربورایز آهنی هستند.

### نیتروکربورایز فریتی در حمام نمک
نیتروکربورایز فریتی در حمام نمک به‌عنوان نیتروکربورایز آهنی مایع یا نیتروکربورکننده مایع  نیز شناخته می‌شود و با نام‌های تجاری Tufftride  و Tenifer نیز عموما آن را می شناسند.
ساده ترین شکل این فرآیند به عنوان فرآیند ملونیت است که با نام تجاری Meli 1 شناخته می شود. این فرآیند، عمدتا در فولادها، آهن های متخلخل و چدن ها برای کاهش اصطکاک و بهبود مقاومت در برابر سایش و خوردگی استفاده می شود.
در این فرآیند از حمام نمک سیانات قلیایی استفاده می شود. محیط اصلی آن در یک دیگ فولادی که دارای سیستم هوادهی است ایجاد می شود. سیانات از نظر حرارتی با سطح قطعه کار آهنی واکنش حرارتی داده و کربنات قلیایی تشکیل می دهد. سپس حمام نمک تصفیه می شود تا کربنات دوباره به سیانات تبدیل شود. سطح تشکیل شده از محصول واکنش دارای یک لایه مرکب از اتم های مختلف و یک لایه ناشی از نفوذ است. لایه مرکب ذکر شده، از آهن، نیتروژن و اکسیژن تشکیل شده است و ویژگی آن مقاومت در برابر سایش، و همچنین پایداری در دماهای بالا است. لایه ناشی از نفوذ ذکر شده، حاوی نیتریدها و کاربیدها است. سختی سطح بسته به درجه فولاد از 800 تا 1500 HV متغیر است. سختی سطح با عمق لایه سخت شده رابطه عکس دارد. به عنوان مثال، یک فولاد پر کربن پوسته سختکاری شده سحطی، اما کم عمق را تشکیل می دهد.

فرآیند مشابه دیگر، روش تجاری Nu-Tride است که عموما به اشتباه به عنوان فرآیند Kolene نیز شناخته می‌شود (که در واقع نام شرکت است)، که شامل یک مرحله پیش‌گرم کردن سطح و یک چرخه خنک سازی میانی است. خنک ساز میانی در اصل، یک حمام نمک اکسید کننده در ۴۰۰ درجه سلسیوس (۷۵۲ درجه فارنهایت) است . این خنک کاری میانی به مدت 5 تا 20 دقیقه قبل از خنک کاری نهایی تا دمای اتاق نگهداری می شود. این کار برای به حداقل رساندن اعوجاج و از بین بردن سیانات ها یا سیانیدهای باقی مانده روی قطعه کار انجام می شود.
سایر روش های تجاری شامل Sursulf و Tenoplus هستند. فرآیند Sursulf دارای یک ترکیب گوگردی در حمام نمک برای ایجاد سولفیدهای سطحی است که باعث ایجاد تخلخل در سطح قطعه کار آهنی می شود. این سطح متخلخل برای حاوی روغن خواهد بود. در روش دیگر، Tenoplus به عنوان یک فرآیند دو مرحله ای با دمای بالا شناخته می شود. مرحله اول در ۶۲۵ درجه سلسیوس (۱٬۱۵۷ درجه فارنهایت) رخ می دهد ، در حالی که مرحله دوم در ۵۸۰ درجه سلسیوس (۱٬۰۷۶ درجه فارنهایت) می باشد.

### نیتروکربورایز فریتی گازی
نیتروکربورایز فریتی گازی همچنین به عنوان نیتروکربورایز کنترل شده، نیترایدینگ نرم ، و نیتروکربورسازی خلاء یا با نام های تجاری UltraOx ،  Nitrotec ، Nitemper ، Deganit ، Triniding ، Corr-I-Dur ، Nitroc ، NITREG -C ، مشهور هستند.   این روش های ذکر شده برای دستیابی به محصولات مشابه فرآیند حمام نمک عمل می کنند، با این تفاوت که مخلوط های گازی برای پخش نیتروژن و کربن در قطعه کار استفاده می شود.
در ابتدا سطح قطعات معمولاً با فرآیند چربی زدایی با بخار تمیز می شوند و سپس در حدود ۵۷۰ درجه سلسیوس (۱٬۰۵۸ درجه فارنهایت) نیتروکربورایز می شوند که طول مدت این فرآیند از یک تا چهار ساعت متغیر است. مخلوط‌های گازی واقعی محرمانه هستند، اما معمولاً حاوی آمونیاک و گاز گرماگیر هستند.

### نیتروکربورایز فریتی به کمک پلاسما
نیتروکربورایز فریتی به کمک پلاسما همچنین با عناوین نیترایدینگ یون ، نیترایدینگ یون پلاسما یا نیتروژن با تخلیه درخششی شناخته می‌شود.  این روش برای رسیدن به محصول مشابه حمام نمک و فرآیند گازی که قبلا ذکر شد عمل می کند، با این تفاوت انجام واکنش در این محیط به دلیل دمای بالا نیست، بلکه به دلیل یونیزه شدن گاز است. در این روش از میدان‌های الکتریکی بسیار قوی برای یونیزه کردن مولکول های گاز در اطراف سطح استفاده می‌شود تا نیتروژن و کربن روی سطح قطعه کار آهنی نفوذ داده شوند. این گاز بسیار فعال با مولکول های یونیزه شده پلاسما نامیده می شود که نام این روش هم برگرفته از این گاز یونیزه است. گازیونیزه شده مورد استفاده برای نیترایدینگ پلاسما معمولاً نیتروژن خالص است به این دلیل که تجزیه این گاز به صورت خود به خودی مورد نیاز نیست (همانطور که در مورد نیتروکربوریزایز کردن فریتی گازی با آمونیاک وجود دارد). با توجه به محدوده دمایی نسبتا پایین ( ۴۲۰ درجه سلسیوس (۷۸۸ درجه فارنهایت) تا ۵۸۰ درجه سلسیوس (۱٬۰۷۶ درجه فارنهایت) معمولاً در هنگام نیتروکربورایز کردن فریتی با روش پلاسما و خنک کاری ملایم در کوره انجام می گردد، اعوجاج سطح قطعات کار آهنی را می توان به حداقل رساند. با این روش، قطعات کار فولاد ضد زنگ را می توان در دماهای متوسط (مانند ۴۲۰ درجه سلسیوس (۷۸۸ درجه فارنهایت) ) بدون تشکیل رسوب نیترید کروم سخت کاری کرد. در نتیجه این کار، خواص مقاومت در برابر خوردگی قطعه بهبود پیدا می کند.

### اکسید سیاه پس اکسیداسیون

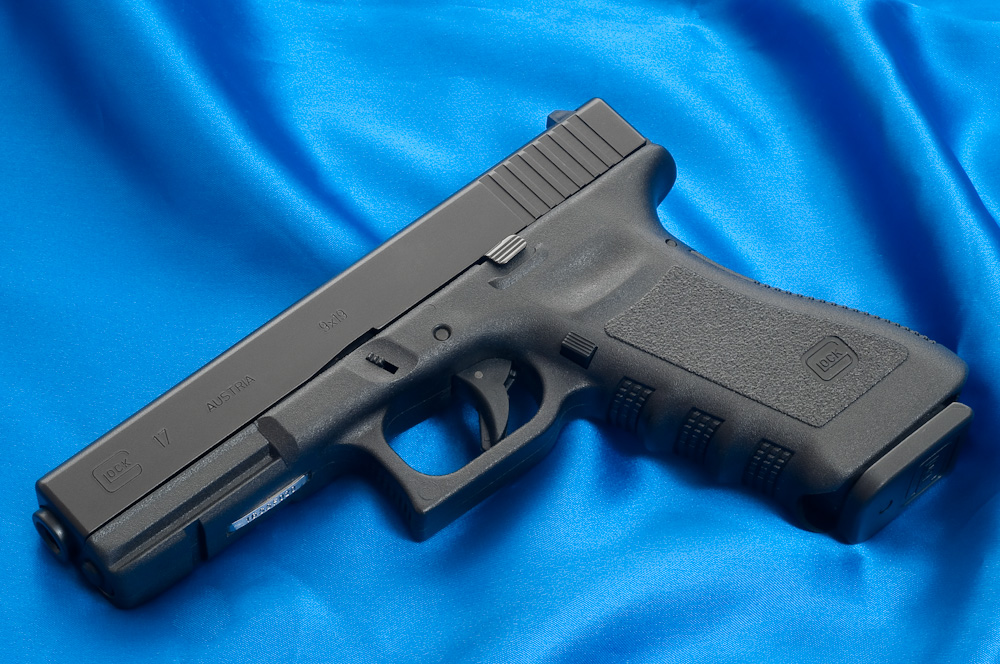
نمونه اسلحه نیتروکربورایز شده شرکت گلاک

یک گام دیگر را می توان به روش های نیتروکربورایز کردن به نام پس اکسیداسیون اضافه کرد. هنگامی که پس اکسیداسیون به درستی انجام شود، لایه ای از اکسید سیاه (Fe 3 O 4 ) روی سطح ایجاد می شود که مقاومت در برابر خوردگی سطح سخت کار شده را به شدت افزایش می دهد و در عین حال یک رنگ سیاه جذاب از نظر زیبایی به قطعه می دهد.   از زمان معرفی تپانچه گلاک در سال 1982، این نوع نیتروکربورایز آهنی با پوشش پساکسیداسیون به عنوان روکش کارخانه ای برای اسلحه های سبک نظامی مرسوم شده است.
این حالت مرکب از نیتروکربورایز و اکسیداسیون معمولا به عنوان "نیتروکس" شناخته می شود، اما این کلمه معنای دیگری نیز دارد.

## کاربردها
این فرآیندها بیشتر در فولادهای کم کربن و کم آلیاژ مورد استفاده قرار می گیرند، اما در فولادهای با کربن متوسط و پر کربن نیز گاهی اوقات استفاده می شوند. کاربردهای معمول این روش ها در قطعاتی نظیر دوک ها، بادامک ها ، چرخ دنده ها، قالب ها، میله های سیلندر هیدرولیک و قطعات متالورژی پودر فلزی است. 